# Islip (New York)
Islip è un comune degli Stati Uniti, nella Contea di Suffolk, nello Stato di New York. Fa parte dell'area metropolitana di New York.

## Geografia
Situata nella parte centrale dell'isola di Long Island, Islip occupa un settore che affaccia sull'Oceano Atlantico, comprendente parte dell'isola di Fire Island posta di fronte alla costa.

## Località
Il comune di Islip è formato dalle seguenti località:

### Village
- Brightwaters
- Islandia
- Ocean Beach
- Saltaire

### Hamlet
- Bay Shore
- Bayport
- Baywood
- Bohemia
- Brentwood
- Central Islip
- East Islip
- Great River
- Hauppauge, in parte nel territorio di Smithtown
- Holbrook, in parte nel territorio di Brookhaven
- Holtsville, in parte nel territorio di Brookhaven
- Islip, (CDP)
- Islip Terrace
- Kismet
- Lonelyville
- North Bay Shore
- North Great River
- Oakdale
- Ronkonkoma
- Sayville
- West Bay Shore
- West Islip
- West Sayville

### Altre
- Dunewood
- Fair Harbor
- Fire Island